# Udo Schütz
Pour les articles homonymes, voir Schütz.
Udo Schütz, dit Le Taureau de Selters en raison de son gabarit et de sa corpulence, né le 11 janvier 1937 à Selters (Westerwald), est un pilote automobile allemand sur circuit en Grand Tourisme puis Sport-prototypes, ainsi qu'un skipper, devenu entrepreneur (fabricant de conteneurs dans sa ville natale, avec son entreprise Schütz Werke).

## Biographie
Il commence sa carrière en course en 1964, à Trier (3e sur Porsche 904). Il dispute aussi quelques courses de côte, entre 1964 et 1967. 
En 1966, il entre chez Porsche comme pilote officiel. Dans le Championnat du monde des voitures de sport 1967, la marque termine championne en catégorie P2.0 (prototypes moins de 2L.), et vice-championne en P+2.0, avec ses 910 et 906. 
L'année suivante, Schütz rejoint l'équipe d'usine Alfa Romeo et ses Tipo 33 (la marque est classée troisième au championnat du monde des voitures de sport 1968), avant un retour chez Porsche en 1969 pour sa dernière saison, désormais régulièrement associé à Gerhard Mitter au championnat. Porsche devient alors Champion du monde des voitures de sport 1967, en remportant un total de sept succès avec sa 908.
Il participe à trois reprises aux 24 Heures du Mans (où il dispute sa dernière course en 1969), obtenant une sixième place en 1966 avec le néo-zélandais "Piet" de Klerk sur Porsche 906 officielle. En 1969, il est éjecté de sa voiture lors d'une collision avec Gérard Larrousse: il clôt désormais sa carrière, d'autant plus que son partenaire Mitter se tue un mois et demi plus tard lors des essais du Grand Prix d'Allemagne 1969 de Formule 1. Ferrari essaie cependant de l'embaucher sans succès pour conduire la 512S en 1970.
En 1993, il remporte l'Admiral's Cup pour l'Allemagne à bord du yacht Container, associé aux équipages de Pinta et de Rubin XII. 
En 2008, il construit un nouveau yacht Container, avec des matériaux plus modernes.

## Palmarès

### Titre individuel
- Deutsche Rundstrecken-Meisterschaft (championnat d'Allemagne des circuits Grand Tourisme, ou DARM) en 1966, sur Porsche 906;

### Victoires et podiums notables

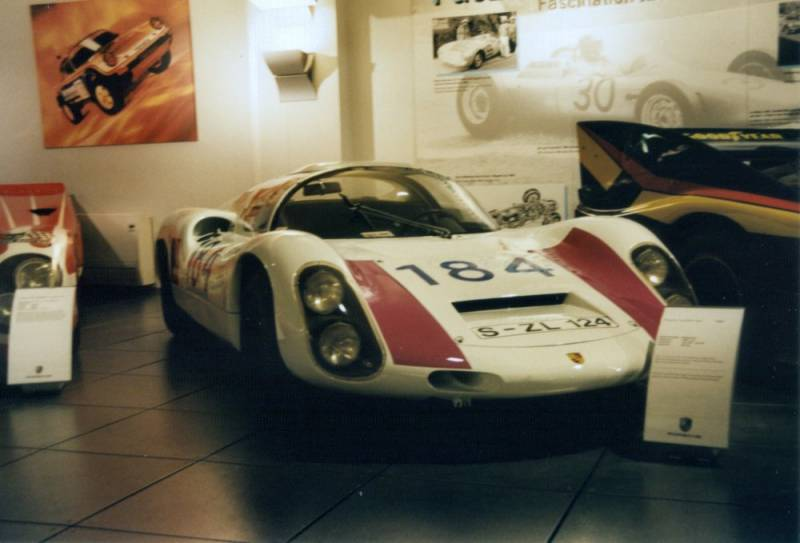
La Porsche 910 de Schütz et Umberto Maglioli, en 1967 à la Targa Florio (ici au Musée Porsche).

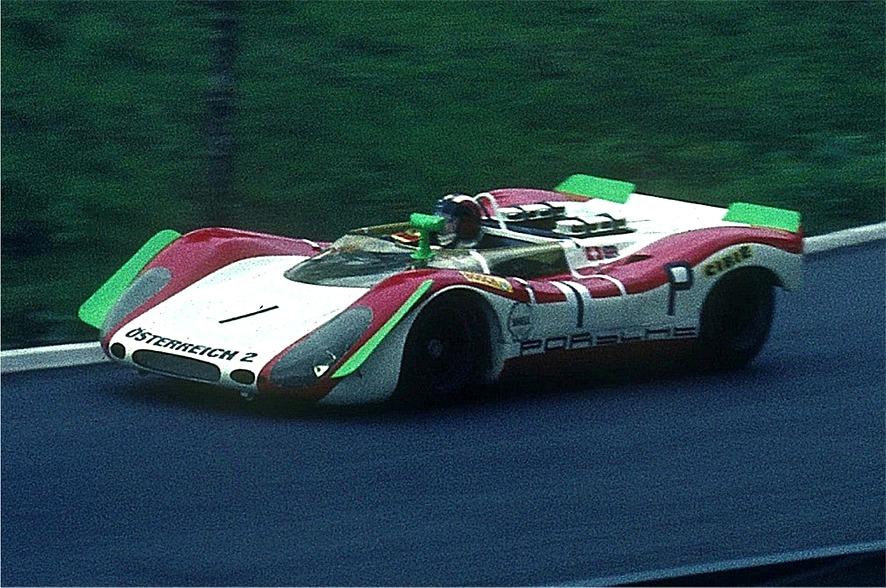
Schütz et Gerhard Mitter remportent la Targa Florio 1969 avec une Porsche 908 semblable à celle-ci (de Siffert, même année).

(pour une cinquantaine de coupes, dont trois en championnat du monde des voitures de sport)
- 1 000 kilomètres du Nürburgring catégorie Grand Tourisme en 1965, sur Porsche 904 avec Anton Fischhaber (11e au général);
- Avusrennen en 1966, sur Porsche 906;
- 1 000 kilomètres du Nürburgring en 1967, sur Porsche 910 avec Joe Buzzetta (7e en 1968 avec Lucien Bianchi);
- 500 kilomètres (Grand Prix) de Mugello en 1967, sur Porsche 910 avec Gerhard Mitter;
- Targa Florio en 1969, sur Porsche 908 avec Gerhard Mitter (devant trois autres 908);

mais également:
- Rheinland Nürburgring en 1964, sur Porsche 904;
- En DARM:
  - 1965: Nürburgring, Mayence-Finthen, et Wunstorf;
  - 1966: Trier, Hockenheim courses 1 et 2, et Nürburgring;
  - 1967: Mayence-Finthen;
- 3e des 500 kilomètres de Zeltweg en 1966 (avec Herbert Linge);
- 3e des 1 000 kilomètres de Paris en 1967 (avec Hans Herrmann);
- 3e des 6 Heures de Brands Hatch en 1969 (avec Gerhard Mitter);
- Trois fois sur le podium du Prix du Tyrol (en 1964, 1965 et 1967);
- 5e des 24 Heures de Daytona en 1968 (avec Nino Vaccarella);
- 5e des 12 Heures de Sebring en 1969 (avec Gerhard Mitter).

## Anecdotes
- Sa taille lui causa toujours  des problèmes dans de petites voitures, qui plus est fermées. Ainsi lors de la Targa Florio 1967, sa tête dépasse largement au-dessus du pare-brise de sa Porsche 910, même lors de parcours de liaison effectués au milieu du trafic normal sans son casque (appairé alors avec Umberto Maglioli).